# 川崎梨沙
川崎 梨沙（かわさき りさ、1989年7月7日 - ）は愛知県出身のグラビアアイドル。マーブル所属。

## 人物
- 趣味・特技は歌、ダンス[2]、ピアノ演奏、フィギュアスケート[1]。

## 出演

### 雑誌
- Gザテレビジョン（角川ザテレビジョン）